# زمین‌لرزه ۱۹۰۰ ژاپن
زمین‌لرزه ژاپن  در تاریخ ۱۱ مه ۱۹۰۰ میلادی، برابر با ‎۲۱ اردیبهشت ۱۲۷۹، ساعت ۱۷:۲۳:۰۰ به زمان یوتی‌سی در ژاپن رخ داد. ژرفای این زلزله ۵ کیلومتر بود. بزرگی آن ۷ در مقیاس بزرگای سازمان هواشناسی ژاپن (Mj) اعلام شده‌است. زمین‌لرزه به وقت محلی در روز شنبه، ساعت ۲ روی داده و منطقه زمانی آن یوتی‌سی +۹ بوده‌است .